# سكان البهاما
الحديث عن سكان البهاما يشمل الخصائص الديموغرافية لساكني البهاما بما فيها كثافة السكان والتركيبة العرقية ومستوى التعليم والصحة والمكانة الاقتصادية والانتساب الديني ومظاهر أخرى للساكنة.

ديموغرافية البهاما حسب منظمة الفاو (2012) عدد السكان بالآلاف.

85% من سكان البهاما هم من أصل إفريقي ويعيش حوالي ثلثي السكان في جزيرة نيو بروفيدنس (موقع العاصمة ناساو) ونصف باقي الساكنة يعيش على جزيرة جراند باهاما (موقع فريبورت. استقر السكان في الجزر بشكل منفصل وشكلت مرتعا للقراصنة حتى أواخر القرن الثامن عشر حين أعطي الأمريكيون الموالون للحكم البريطاني وعبيدهم أراضي للتعويض بعد الثورة الأمريكية. في مطلع القرن العشرين لم يبلغ مجموع سكان البهاما سوى 53000.
التمدرس إجباري من سن الخمسة حتى السادسة عشرة. يدرس حوالي 66000 تلميذ في البهاما في 158 مدرسة حكومية و 52 مدرسة خاصة. توفر جامعة البهاما ومنذ 1974 في ناساو برامج تعليم بدرجة أسوسييت وباشلور وتحولت من برامج دراسية لسنتين إلى أربعة.

## إحصاءات ديموغرافية من كتاب حقائق العالم

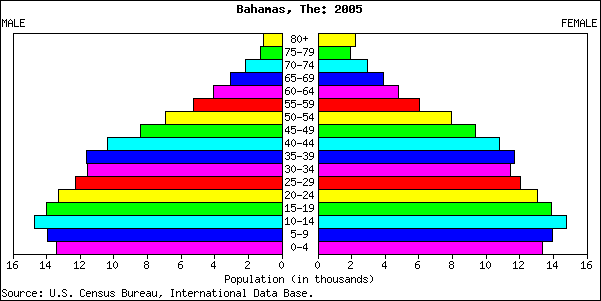
هرم أعمار البهاما

### الساكنة
309,156
الترتيب بين الدول: 177
ملاحظة: تأخذ التقديرات بعين الاعتبار آثار زيادة الوفيات بسبب الإيدز وهذا ينتج عنه مستوى أمد حياة قصير ومستوى وفيات الأطفال والبالغين مرتفع ومستوى منخفض للزيادة الطبيعية (تقديرات يوليو 2009)

### بنية الأعمار
2-14 سنة: 25.9% (ذكر 40,085/أنثى 39,959)
15-64 سنة: 67.2% (ذكر 102,154/أنثى 105,482)
65 سنة وأكثر: 6.9% (ذكر 8,772/أنثى 11,704) (تقديرات 2009)

### متوسط الأعمار
المجموع: 28.7 سنة
الذكور: 27.9 سنة
أنثى: 29.5 سنة (تقديرات 2009)

### نسبة الزيادة
0.536% (تقديرات 2009)
الترتيب بين الدول: 152

### معدل الولادات
16.81 مولود/1,000 نسمة (تقديرات 2009)
الترتيب بين الدول: 125

### معدل الوفيات
9.22 وفاة/1,000 نسمة (تقديرات 2008)
الترتيب بين الدول: 78

### نسبة الهجرة
-2.13 مهاجر/1,000 نسمة (تقديرات 2009)
الترتيب بين الدول: 140

### التحضر
الساكنة الحضرية: 84% من الساكنة الكلية (2008)
مستوى التحضر: 1.4% نسبة الزيادة السنوية (تقديرات 2005-2010)

### معدل الجنس
عند الولادة: 1.02 ذكر/أنثى
قل من 15 سنة: 1 ذكر/أنثى
15-64 سنة: 0.97 ذكر/أنثى
65 سنة وأكثر: 0.69 ذكر/أنثى
الساكنة الكلية: 0.96 ذكر/أنثى (تقديرات 2009)

### معدل وفيات الأطفال
المجموع: 23.17 وفاة/1,000 طفل حي
الترتيب بين الدول: 93
ذكور: 28.21 وفاة/1,000 طفل حي
إناث: 18.04 وفاة/1,000 طفل حي (تقديرات 2006)

### أمد الحياة عند الولادة
الساكنة الكلية: 65.78 سنة
الترتيب بين الدول: 164
ذكور: 62.63 سنة
إناث: 68.98 سنة (تقديرات 2009)

### معدل الخصوبة
2.1 طفل مولود/امرأة (تقديرات 2009)
الترتيب بين الدول: 121

### الإيدز
معدل إصابة البالغين: 3% (تقديرات 2007)
الترتيب بين الدول: 24
عدد الذين يعيشون مع الإيدز: 6,200 (تقديرات 2007)
الترتيب بين الدول: 118
الوفيات: أقل من 200 (تقديرات 2007)
الترتيب بين الدول: 126

### الجنسية
بهامي

### المجموعات العرقية
سود أو أفروبهاميون 85%، البيض أو بهاميون أوروبيون 12%، آسيويون وهسبان 3%

### الديانات
المعمدانية 35.1%، الأنجليكانية 15.1%، كاثوليك رومان 13.4%، خمسينية 8.1%، كنيسة الرب 4.8%، ميثودية 4%، طوائف مسيحية أخرى 15.2%، لادين أوغير محدد 1.6%، بوذية 2%، أخرى 0.7% (إحصاء 2000)

### اللغات
لغة إنجليزية (رسميا) والكريول (بين المهاجرين الهايتيين)
لا يفرق كتاب حقائق العالم بين الكريولية الهايتية والكريولية البهامية والتي يعرفها كلهجة للأولى يتحدث بها 400000 فرد. بالإضافة إلى ذلك يتحدث المهاجرون من كوبا وجمهورية الدومنيكان الإسبانية

### التمدرس
تعريف: ما فوق 15 سنة ويستطيع القراءة والكتابة
الساكنة الكلية: 95.6%
ذكور: 94.7%
إناث: 96.5% (تقديرات 2003)

### نفقات التعليم
3.6% من الناتج الوطني الخام (2000)
الترتيب بين الدول: 125